# Federación Nacional de Fútbol de Guatemala
La Federación Nacional de Fútbol de Guatemala es la máxima entidad que rige el fútbol en Guatemala. Fundada en 1919 y afiliada a la FIFA en 1946, es miembro de la Concacaf desde 1961 y está a cargo de la Selección masculina y la Selección femenina de Guatemala y todas sus categorías inferiores.

## Reglamentación
La Federación Nacional de Fútbol de Guatemala se encarga de supervisar gran cantidad de reglamentos que se dividen en generales y de competencia que la FIFA avala mediante delegados en Zúrich Suiza.
Los reglamentos generales más importantes son: 
- Estatuto de la Federación Nacional de Fútbol de Guatemala Asociación
- Reglamento General de Competencia
- Reglamento de la Primera División Profesional
- Reglamento de la Comisión Disciplinaria
- Reglamento de la Comisión del Jugador
- Reglamento de la Comisión de Árbitros.

Los reglamentos de competencia más importantes son: 
- Reglas de Juego de la FIFA
- Primera División Profesional.

## Comisiones
La Federación organizará, reglamentará y mantendrá los órganos técnicos siguientes: Comisión de Estatutos y Reglamentos, Comisión de Entrenadores y Directores Técnicos, Comisión de Árbitros, Comisión de Selecciones Nacionales Y Comisión de Ligas de No Aficionados y Profesional. Las demás que se necesiten conforme los programas de trabajo de la propia Federación. El Comité Ejecutivo reglamentará lo relativo a funcionamiento, atribuciones y obligaciones de estas Comisiones.
Comisión de Estatutos y Reglamentos.
1. La Comisión de Estatutos y Reglamentos será la encargada de estudiar y redactar las solicitudes de reforma al presente Estatuto.
2. Deberá estudiar y redactar los proyectos de reglamentos que desarrolle el presente Estatuto, así como revisar, analizar y estudiar, los estatutos y reglamentos de las entidades afiliadas, debiendo rendir su dictamen al Comité Ejecutivo de la Federación para los efectos correspondientes.
De la Comisión de Entrenadores y Directores Técnicos. Sin perjuicio de las atribuciones que la ley nacional le asigna al Colegio Nacional de Entrenadores, la Comisión de Entrenadores y Directores Técnicos será la encargada de formar y capacitar técnicos de fútbol. Dicha comisión tendrá bajo su responsabilidad la evaluación de los técnicos de fútbol y deberá certificar al Comité Ejecutivo de la Federación el resultado de las evaluaciones para que esta entidad apruebe el ejercicio profesional, si procede. Deberá promover la consecución de becas en el exterior a efecto de actualizar la capacitación de técnicos guatemaltecos.
De la Comisión de Árbitros.
1. La Comisión Arbitral estará integrada con el número de miembros que sea necesario para el debido cumplimiento de sus funciones que ejercerán de conformidad con las disposiciones de la Federación Internacional de Fútbol Asociación (FIFA) y en coordinación con el Colegio Nacional de Árbitros, el cual tiene establecidas sus funciones en la Ley Nacional, tendrá dentro de sus funciones la organización y funcionamiento de la Escuela Nacional de Árbitros de la Federación.
2. Será la encargada de presentar al Comité Ejecutivo de la Federación la nómina de candidatos para ser inscritos en la Federación Internacional de Fútbol Asociado, de acuerdo a las regulaciones de esta. La Federación hará la inscripción oficial.
3. El Panel Arbitral de la Federación estará integrado por árbitros que llenen los requisitos establecidos para poder dirigir encuentros de fútbol.
4. Los integrantes del Panel Arbitral podrán elegir de entre sus miembros una Junta Directiva que los represente ante la Federación y la Comisión Arbitral para exponer y resolver cualquier conflicto que surja relacionado con sus funciones.
5. Las asociaciones departamentales y municipales deberán nombrar sus propias subcomisiones arbitrales o integrar filiales y sub-filiales de árbitros adscritas al Panel Arbitral de la Federación.
De la Comisión de Selecciones Nacionales.
1. La Comisión de Selecciones Nacionales se encargará de preparar el proyecto de organización, funcionamiento, régimen disciplinario y presupuesto, para ser sometido a la aprobación respectiva.
2. Funcionará además conforme al Reglamento que el Comité Ejecutivo de la Federación emita.
3. El Comité Ejecutivo de la Federación podrá otorgarle a la Comisión de Selecciones Nacionales atribuciones para contratar lo relativo a los patrocinios y manejo de sus fondos con el objeto de hacerla financieramente independiente. 4. El Comité Ejecutivo de la Federación podrá optar por no nombrar una Comisión de Selecciones Nacionales, en cuyo caso estas atribuciones corresponderán directamente al propio Comité Ejecutivo. Artículo 111. De las Comisiones. Las comisiones designadas por el Comité Ejecutivo de la Federación pueden ser renovadas total o parcialmente en cualquier momento.

## Afiliaciones

### Asociaciones Departamentales de fútbol
Cada Asociación Departamental tiene el derecho de integrar la Asamblea General con un delegado. De conformidad con el Artículo 109 de la Ley Nacional para el Desarrollo de la Cultura Física y del Deporte, los Comités Ejecutivos de las Asociaciones Deportivas Departamentales, designarán entre sus integrantes, un delegado titular y un suplente ante la Asamblea General de la Federación. Dichos representantes durarán en sus cargos un año calendario, razón por la cual su designación deberá hacerse en la última sesión ordinaria que realice el Comité Ejecutivo respectivo.

### Ligas
El procedimiento para poder nombrar o elegir a los Delegados tanto titulares como suplentes de cada liga se hará de la siguiente manera:
Liga Nacional de fútbol:
Tendrá derecho a nombrar a diez (10) delegados titulares y sus respectivos delegados suplentes, uno (1) por cada Club afiliado a la misma. Dichos delegados serán nombrados por las Juntas Directivas de cada club. 
Liga Primera División de No Aficionados:
Tendrá derecho a elegir a cinco (5) Delegados titulares y sus respectivos delegados suplentes. Dichos delegados serán electos por la Asamblea General de la Liga Primera División de No Aficionados. La elección de estos Delegados por parte de la Asamblea General de la Liga Primera División de No Aficionados se hará por planilla o por región, según acuerde la propia Asamblea.
En caso se optara hacer la elección por Región, el Comité Ejecutivo de la Liga dividirá a los Clubes afiliados en cinco (5) regiones geográficas con igual número de afiliados, salvo imposibilidad matemática. Cada región elegirá a su propio delegado titular y su respectivo suplente.
Liga Segunda División de No Aficionados: Tendrá derecho a elegir a tres (3) delegados titulares y sus respectivos delegados suplentes. Dichos delegados serán electos por la Asamblea General de la Liga Segunda División de No Aficionados. La elección se hará individualmente por cada delegado.
Liga Tercera División de No Aficionados: Tendrá derecho a elegir a dos (2) delegados titulares y sus respectivos delegados suplentes. Dichos delegados serán electos por la Asamblea General de la Liga Tercera División de No Aficionados. La elección se hará individualmente por cada delegado.
Liga Nacional de Fútbol Femenino: Tendrá derecho a nombrar (1) delegado titular y su respectivo delegado suplente. Dichos delegados serán nombrados por el Comité Ejecutivo de la Liga Nacional de Fútbol Femenino. El Comité Ejecutivo de la Liga queda en la obligación de hacer llegar al Comité Ejecutivo de la Federación la respectiva carta poder para efectos de la acreditación correspondiente.
Liga Nacional de Fútbol Sala: Tendrá derecho a nombrar (1) delegado titular y su respectivo delegado suplente. Dichos delegados serán nombrados por el Comité Ejecutivo de la Liga Nacional de Fútbol Sala. 
Otras Ligas afiliadas:
Cualquier otra Liga afiliada a la Federación Nacional de Fútbol tendrá derecho a nombrar (1) delegado titular y su respectivo delegado suplente. Dichos delegados serán nombrados por el Comité Ejecutivo de la Liga que se trate. 

## Campeonatos de clubes
- Liga Nacional de Guatemala (12 equipos de Primera división).
- Primera División de Guatemala (20 equipos de Segunda división).
- Segunda División de Guatemala (40 equipos de Tercera división).
- Tercera División de Guatemala (más de 80 equipos de Cuarta división).
- Liga Nacional de Fútbol Femenino de Guatemala
- Copa de Guatemala
- Liga Nacional de Futsal de Guatemala

### Torneos de clubes
|                                        | Torneo                                        | Última edición       | Campeón vigente   |
| -------------------------------------- | --------------------------------------------- | -------------------- | ----------------- |
| Competiciones absolutas de clubes      |                                               |                      |                   |
|                                        | Liga Nacional de Guatemala                    | Torneo Clausura 2025 | Antigua GFC       |
| Primera División de Guatemala          | Torneo Clausura 2025                          | Aurora F.C.          |                   |
| Segunda División de Guatemala          | Torneo Apertura 2024                          | Aguacatan FC         |                   |
| Tercera División de Guatemala          | Torneo Apertura 2023                          | Atlético Ariga       |                   |
|                                        | Liga Nacional de Fútbol Femenino de Guatemala | Torneo Apertura 2024 | Municipal Femenil |
|                                        | Copa de Guatemala                             | 2018-19              | Cobán Imperial    |
| Copa Campeón de Campeones de Guatemala | 2019                                          | Guastatoya           |                   |
| Liga Nacional de Futsal de Guatemala   | Torneo Apertura 2023                          | Glucosoral           |                   |

## Caso de corrupción de FIFA de 2015
De acuerdo al Departamento de Justicia de los Estados Unidos —que investiga el caso de corrupción de FIFA— en febrero de 2014, Brayan Jiménez y Héctor Trujillo, directivos de la Federación de Fútbol de Guatemala, negociaron con la empresa Media World un nuevo acuerdo por los derechos de televisión para los partidos de la Selección Nacional de fútbol de ese país centroamericano para la clasificación al torneo de la Copa Mundial de Fútbol de 2022, por el cual ambos habrían recibido un pago bajo la mesa de doscientos mil dólares.

### Caso de Héctor Trujillo
Héctor Trujillo, quien además era magistrado suplente de la Corte de Constitucionalidad de Guatemala, fue detenido el 4 de diciembre en un crucero en Florida y acusado de asociación delictiva, fraude y lavado de dinero por sobornos; el 30 de diciembre de 2015 fue presentado ante el juez Robert Levy en los tribunales federales de Brooklyn, Nueva York , en donde se declaró inocente de los ocho cargos en su contra ante un juez federal.
Fue dejado en libertad mediante el pago de una parte «sustancial»  de la fianza acordada con el abogado defensor, Florian Miedel; además de una fianza US$4 millones — de los cuales US$650 mil fueron cancelados en efectivo— su libertad condicional incluye estrictas condiciones de arresto domiciliario en Nueva Jersey, vigilancia electrónica y la entrega de su pasaporte a las autoridades. Según la fiscalía, Trujillo tenía «lazos fuertes» y «acceso a recursos», por su cargo de juez.
El 12 de febrero de 2016, el hermano de Trujillo, Frank Trujillo —quien fungía como representante legal de Aceros de Guatemala—, fue acusado de formar parte de una estructura criminal que habría defraudado doscientos cincuenta y cinco millones de quetzales al fisco guatemalteco por medio de sobornos a altos dirigentes de la Superintendencia de Administración Tributaria de Guatemala (SAT).

### Caso de Brayan Jiménez
La Policía Nacional Civil de Guatemala y la INTERPOL, buscaron al presidente de la Federación Nacional de Fútbol de Guatemala, Brayan Jiménez, con fines de extradición solicitada por el Departamento de Justicia de Estados Unidos, que lo acusaba de los delitos de criminalidad organizada y lavado de dinero, por su supuesta participación dentro de la FIFA.
Según la justicia estadounidense, como presidente de la Federación, Jiménez aceptó un soborno de «seis dígitos»  por los contratos de televisión de los partidos de calificación para la Copa Mundial de Fútbol de 2018. Jiménez habría percibido otros doscientos mil dólares adicionales. Fue capturado en la Ciudad de Guatemala el 12 de enero de 2015 y no opuso resistencia pues se encontraba ebrio al momento de su captura.
El 1 de marzo de 2016 Brayan Jiménez fue extraditado a los Estados Unidos; alguaciles de ese país llegaron por él a las instalaciones de la Fuerza Aérea de Guatemala en el Aeropuerto Internacional La Aurora.  El 2 de marzo, tras declararse inocente y pagar parte de una fianza de 1.5 millones de dólares, Jiménez quedó en libertad condicional en los Estados Unidos.

### Comité Normalizador de FIFA
El Comité Normalizador de FIFA quedó al frente de la Federación Nacional de Fútbol, dirigido por Adela de Torrebiarte. El 30 de enero de 2016, este comité presentó una denuncia a la Contraloría General de Cuentas de Guatemala para que investigara una serie de pagos que se hicieron a periodistas, pues indicaron que no existía documentación que confirmara que la asesoría por la que habían cobrado se hubiera realizado; incluso indicaron que dado que no hay documentación, este podría ser un caso de «cobro de sobornos».
| Nombre                                | Entidad para la que trabaja                                                                             | Asesoría que habría realizado                                            | Monto pagado (quetzales/mes) |
| ------------------------------------- | --- | ------------------------------------------------------------------------ | ---------------------------- |
| Gerardo Villa                         | Producciones Deportivas S.A.                                                                            | Producción de material audiovisual para la Federación Nacional de Fútbol | 5,600.00 a 10,000.00         |
| Juan Carlos Gálvez                    | Radio Nacional TGW                                                                                      | Charlas motivacionales a los seleccionados de fútbol                     | 5,000.00                     |
| José Altalef                          | Zona Deportiva                                                                                          | Asesoría                                                                 | 3,000.00 a 5000.00           |
| Jorge Molina/Mónica Daniela Molina    | Gran Jaguar Comunicaciones                                                                              |                                                                          |                              |
| Niels Smaily Ixquiac García           | Radio Cadena Sonora                                                                                     |                                                                          |                              |
| Marlon Alfredo Puente —alias «Pirulo» | Radio Nacional TGW, Viceministerio de Gobernación y Secretaría de Comunicación Social de la Presidencia | Asesoría al comité ejecutivo y al propio presidente de la federación     | 5,000.00 a 15,000.00         |
| Carlos Roberto Marín                  | La Red Deportiva, de Radio Corporación Nacional                                                         | Asesor de medios                                                         | 5000.00 a 7000.00            |

#### Descartados
- Walter Gerardo Ávalos Brown (Periodista de La Red 106.1 FM y TVQuetzachapin)

### Comité Normalizador de FIFA 2018
La Federación Internacional de Fútbol Asociación (FIFA) nombró a un comité de regularización como parte de los pasos para levantar la suspensión que pesa sobre la Federación Nacional de Fútbol (Fedefut) de Guatemala, la cual paso a ese estatus después que la asamblea general del fútbol desconociera al anterior comité normalizador de FIFA liderado por Adela Torrebiarte.
Será presidido por Juan Carlos Ríos y sus restantes miembros son Juan Carlos Plata, Mario Fredy Soto Ramos, Javier Medrano y Ovidio Ottoniel Orellana Marroquín, según la información oficial.
La renuncia de los anteriores directivos que no eran reconocidos por la FIFA ni la Concacaf (encabezado por Jorge Mario Veliz), se oficializó el pasado 8 de mayo y un día más tarde, arribó al país una delegación para evaluar la situación de la Fedefut y establecer la ruta a seguir.